# 林肯鎮區 (愛荷華州普利茅斯縣)
林肯鎮區（英語：Lincoln Township）是位於美國愛荷華州普利茅斯縣的一個行政鎮區。

## 地方資料
根據2010年美國人口普查的數據，林肯鎮區的面積為94.19平方千米，當中陸地面積為94.19平方千米，而水域面積為0.00平方千米。當地共有人口261人，而人口密度為每平方千米2.77人。